# Râul Dogari
Râul Dogari este un mic curs de apă, afluent al râului Hârboca. 